# David Giles
David James Giles (Sídney, 27 de noviembre de 1964) es un deportista australiano que compitió en vela en la clase Star. 
Participó en cuatro Juegos Olímpicos de Verano, entre los años 1992 y 2004, obteniendo una medalla de bronce en Atlanta 1996, en la clase Star (junto con Colin Beashel), el séptimo lugar en Barcelona 1992 y el séptimo en Sídney 2000.
Ganó una medalla de oro en el Campeonato Mundial de Star de 1988 y dos medallas en el Campeonato Europeo de Star, oro en 1999 y bronce en 2003.

## Palmarés internacional
| \| Juegos Olímpicos \| Juegos Olímpicos \| Juegos Olímpicos \| Juegos Olímpicos \| \| Año \| Lugar \| Medalla \| Clase \| \| ----------------------- \| ------------------------ \| ----------------- \| ---------------- \| \| 1996 \| Atlanta (Estados Unidos) \| Medalla de bronce \| Star \| \| Campeonato Mundial \| \| \| \| \| Año \| Lugar \| Medalla \| Clase \| \| 1998 \| Portorož (Eslovenia) \| Medalla de oro \| Star \| \| Campeonato Europeo[n 1] \| \| \| \| \| Año \| Lugar \| Medalla \| Clase \| \| 1999 \| Helsinki (Finlandia) \| Medalla de oro \| Star \| \| 2003 \| Cascaes (Portugal) \| Medalla de bronce \| Star \| |                          |                   |       |
| Juegos Olímpicos |                          |                   |       |
| Año | Lugar                    | Medalla           | Clase |
| 1996 | Atlanta (Estados Unidos) | Medalla de bronce | Star  |
| Campeonato Mundial |                          |                   |       |
| Año | Lugar                    | Medalla           | Clase |
| 1998 | Portorož (Eslovenia)     | Medalla de oro    | Star  |
| Campeonato Europeo |                          |                   |       |
| Año | Lugar                    | Medalla           | Clase |
| 1999 | Helsinki (Finlandia)     | Medalla de oro    | Star  |
| 2003 | Cascaes (Portugal)       | Medalla de bronce | Star  |

1. ↑  En algunas ediciones del Campeonato Europeo se permitió la participación de regatistas de otros continentes.